# Джоан Рідлі
Джоан Рідлі (англ. Joan Ridley; 11 липня 1903 — 4 жовтня 1983) — колишня британська тенісистка.
Найвищим досягненням на турнірах Великого шолома був фінал в змішаному парному розряді.

## Фінали турнірів Великого шолома

### Мікст:1 поразка
| Результат | Рік  | Турнір               | Покриття | Партнерка   | Суперниці                     | Рахунок       |
| --------- | ---- | -------------------- | -------- | ----------- | ----------------------------- | ------------- |
| Поразка   | 1931 | Вімблдонський турнір | Трава    | Ієн Коллінс | Енн Макк'юн Гарпер Джордж Лот | 3–6, 6–1, 1–6 |